# Vanja Udovičić
Vanja Udovičić (nacido como Franjo Udovičić, el 12 de septiembre de 1982) es un jugador retirado de waterpolo serbio, actualmente realizando el papel de ministro de gabinete en el gobierno de Serbia bajo el primer ministro Aleksandar Vučić y el primer ministro Ivica Dacic.
Durante una carrera ilustre de waterpolo profesional que se extendió por 15 temporadas, Udovičić jugó para el Partizan de Belgrado, Jadran Herceg Novi, Posillipo Nápoles, Pro Recco, Mladost Zagreb y Radnički Kragujevac. Sus logros más notables en nivel de club es haber ganado la LEN Euroliga dos veces con Pro Recco. La primera de ellas en 2008, seguido por otra en 2010, el último en el que anotó 4 goles de su equipo con un título de nuevo para Pro Recco con su compatriota Filip Filipovic contribuyendo con 2 goles.
Con el equipo nacional de Serbia, sus logros más notables son el oro europeo para los juniors en el año 2000, las medallas de oro del Campeonato del Mundo en 2005 y 2009, el oro europeo en 2003, 2006 y 2012, y la plata olímpica en 2004 y bronce en 2008 y 2012.
El 2 de septiembre de 2013, Udovičić aceptó la oferta de convertirse en el ministro de Juventud y Deportes en el Gobierno de Serbia.